# Denton (Karolina Północna)
Denton – miasto w Stanach Zjednoczonych, w stanie Karolina Północna, w hrabstwie Davidson. W 2000 r. miasto to zamieszkiwało 1 450 osób.